# Quiina klugii
Quiina klugii är en tvåhjärtbladig växtart som beskrevs av Macbride. Quiina klugii ingår i släktet Quiina och familjen Ochnaceae. Inga underarter finns listade i Catalogue of Life.